# Норфолк (Вирджиния)
Вижте пояснителната страница за други значения на Норфолк.
Норфолк (на английски: Norfolk) е град във Вирджиния, Съединени американски щати. Разположен е при вливането на река Елизабет в залива Чизапик. Норфолк е вторият по големина град във Вирджиния след Вирджиния Бийч и има население 244 703 души (по приблизителна оценка за 2017 г.).

## Личности
В Норфолк е родена актрисата Дебора Шелтън (р. 1952).